# کریستیان فریدل
کریستیان فریدل (آلمانی: Christian Friedel؛ زادهٔ ۹ مارس ۱۹۷۹) هنرپیشه اهل آلمان است.
از فیلم‌ها یا برنامه‌های تلویزیونی که وی در آن نقش داشته‌است می‌توان به روبان سفید، عشق دیوانه، ۱۳ دقیقه، و بابیلون برلین اشاره کرد.